# Brunn an der Wild
Brunn an der Wild osztrák község Alsó-Ausztria Horni járásában. 2024 januárjában 860 lakosa volt. 

## Elhelyezkedése

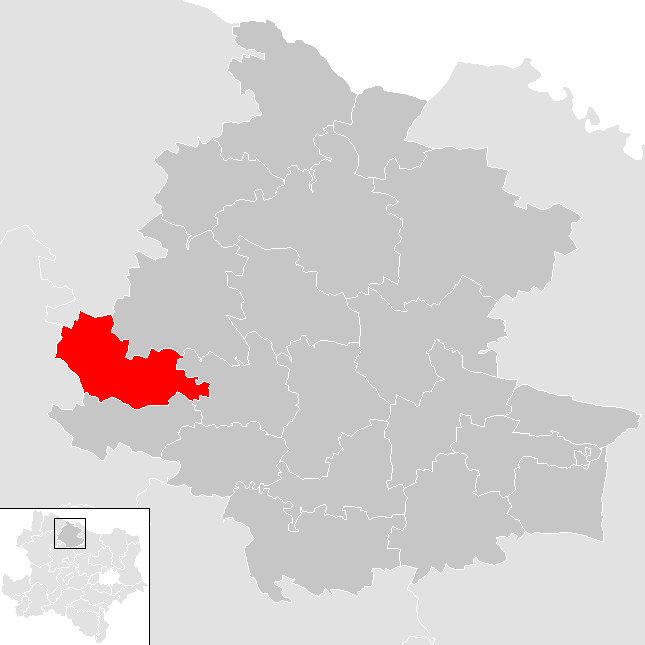
Brunn an der Wild a Horni járásban

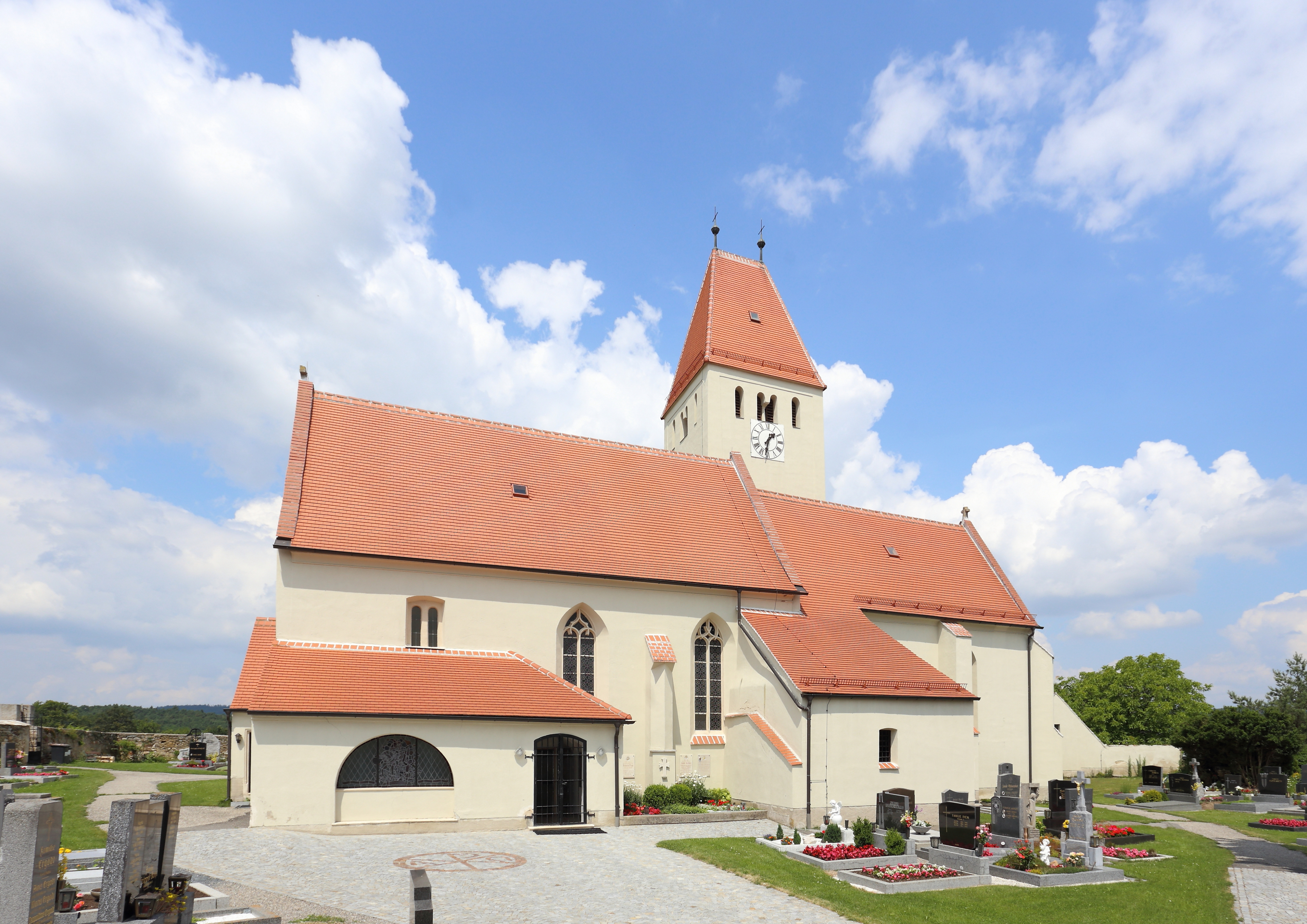
A neukirecheni Szt. Márton-plébániatemplom

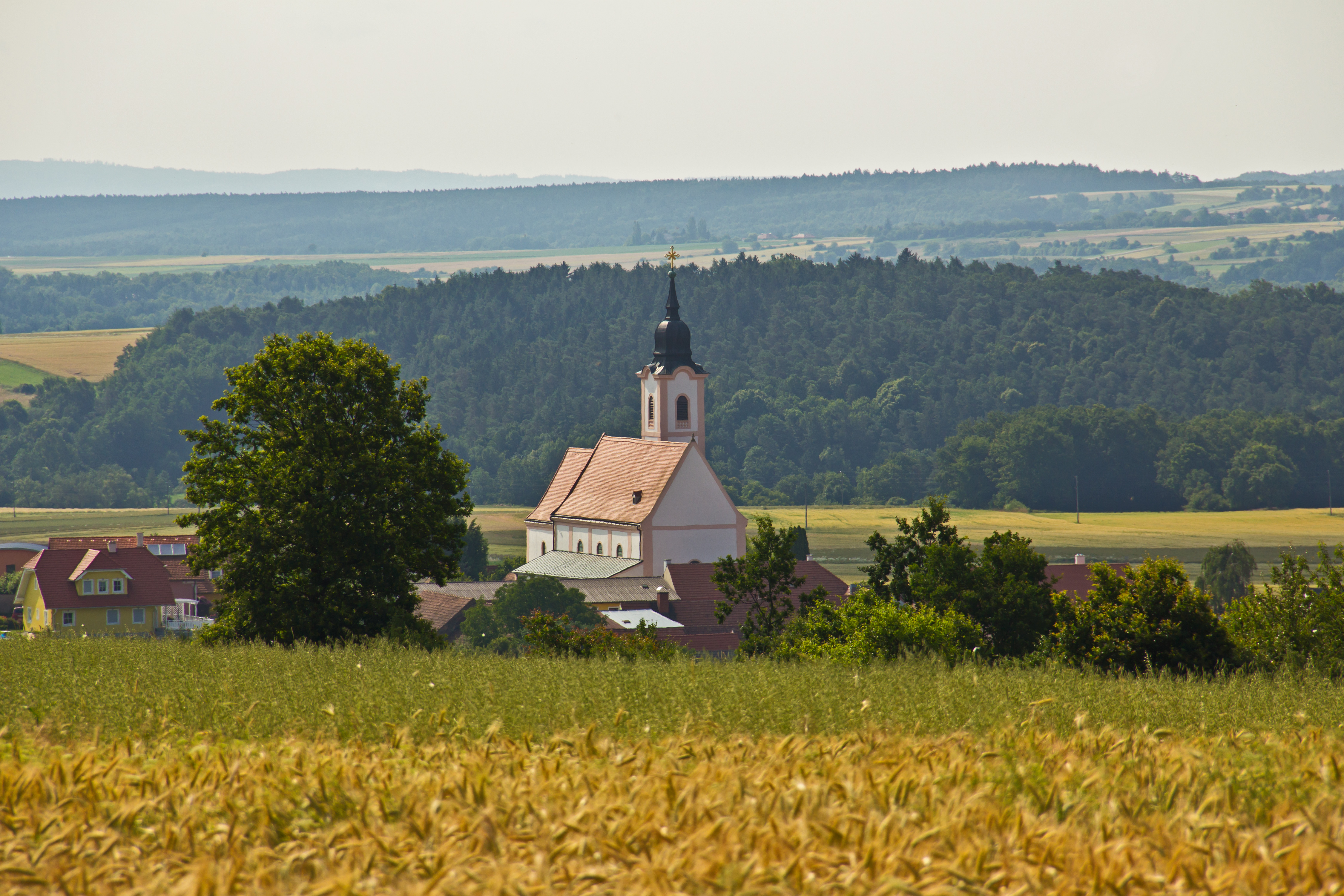
A St. Marein-i Szűz Mária-plébániatemplom

Brunn an der Wild a tartomány Waldviertel régiójában fekszik a Wild erdősége mellett. Területének 28%-a erdő, 63,6% áll mezőgazdasági művelés alatt. Az önkormányzat 10 települést egyesít: Atzelsdorf (62 lakos 2024-ben), Brunn an der Wild (351), Dappach (57), Dietmannsdorf an der Wild (131), Frankenreith (13), Fürwald (31), Neukirchen an der Wild (92), St. Marein (62), Waiden (49) és Wutzendorf (12).
A környező önkormányzatok: északra Ludweis-Aigen, északkeletre Irnfritz-Messern, keletre Sankt Bernhard-Frauenhofen, délre Röhrenbach, nyugatra Göpfritz an der Wild.

## Története
Brunnt 1135 körül említik először, Prvnn formában. A faluban az altenburgi és a St. Berhard-i apátságok, valamint az 1300 körül odaköltöző Grunpechen von Wuczendorf rendelkezett birtokokkal. Míg az apátságok megtartották tulajdonjogaikat, a világi birtokosok gyakran változtak, az 1591-es telekkönyv a kolostorokon kívül Dietrich von Buechaimb (gen Wiltberg) és Dietrich Weltzert tünteti fel a helyi földbirtokosok között. Altenburg 1665-ben a szomszédos St. Marein falut is megvásárolta. Brunnban nem volt sem templom, sem iskola, a lakosoknak St. Mareinbe kellett átjárniuk. 
1811 és 1815 között a cseh Johann Georg Grasel rablóbandája garázdálkodott a környéken. 1836-ban a faluban 35 házat számláltak össze, amelyekben 43 család (116 férfi, 113 nő és 16 iskoláskorú gyermek) élt. Jószágállományuk 17 ló, 32 ökör, 46 tehén, 9 kecske, 46 juh és 47 sertés volt. 
Az 1848-as forradalom után megszűnt a feudális birtokrendszer és megalakult Brunn an der Wild községi önkormányzata. Az 1938-as Anschlusst követően Atzelsdorf, Brunn an der Wild, Dappach, St. Marein, Neukirchen an der Wild, Waiden és Poigen községekből egy nagyközséget hoztak létre, de a második világháború után ez felbomlott. 1965-ben Dappach, 1967-ben Atzelsdorf, Dietmannsdorf, St. Marein és Waiden, 1967-ben Neukirchen an der Wild csatlakozott Brunn an der Wild önkormányzatához. 

## Lakosság
A Brunn an der Wild-i önkormányzat területén 2024 januárjában 860 fő élt. A lakosságszám 1880-ban érte el a csúcspontját 1441 fővel, azóta folyamatosan csökkenő tendenciát mutat. 2022-ben az ittlakók 96,9%-a volt osztrák állampolgár; a külföldiek közül 1% a régi (2004 előtti), 1,8% az új EU-tagállamokból érkezett. 0,4% egyéb ország polgára volt. 2001-ben a lakosok 96,8%-a római katolikusnak, 1% evangélikusnak, 0,2% mohamedánnak, 1,8% pedig felekezeten kívülinek vallotta magát. Ugyanekkor a legnagyobb nemzetiségi csoportot a németek (99%) ellett a törökök alkották 2 fővel (0,2%).
A népesség változása:

| 2016 | 820 |
| 2018 | 826 |

## Látnivalók
- a neukircheni Szt. Márton-plébániatemplom
- a St. Marein-i Szűz Mária-plébániatemplom és plébániája (volt Sumarein-kastély)
- a dietmannsdorfi Szt. Lőrinc-plébániatemplom

## Fordítás
- Ez a szócikk részben vagy egészben  a   Brunn an der Wild című német Wikipédia-szócikk ezen változatának fordításán alapul.  Az eredeti cikk szerkesztőit annak laptörténete sorolja fel. Ez a jelzés csupán a megfogalmazás eredetét és a szerzői jogokat jelzi, nem szolgál a cikkben szereplő információk forrásmegjelöléseként.